# Grévillers
Grévillers ist eine französische Gemeinde im Département Pas-de-Calais in der Region Hauts-de-France. Sie gehört zum Kanton Bapaume im Arrondissement Arras.

## Lage
Die Gemeinde Grévillers liegt im äußersten Südosten des Artois an der Grenze zum Département Somme, 22 Kilometer südlich von Arras. Nachbargemeinden von Grévillers sind Bihucourt im Norden, Biefvillers-lès-Bapaume im Nordosten, Avesnes-lès-Bapaume im Osten, Ligny-Thilloy im Südosten, Warlencourt-Eaucourt im Süden, Pys im Südwesten, Irles im Westen sowie Achiet-le-Petit und Achiet-le-Grand im Nordwesten. Teilweise auf dem Gebiet der Gemeinde lag bis in die 1950er Jahre der Flugplatz Bapaume-Grévillers.

## Bevölkerungsentwicklung
| Jahr                       | 1962 | 1968 | 1975 | 1982 | 1990 | 1999 | 2006 | 2013 | 2022 |
| -------------------------- | ---- | ---- | ---- | ---- | ---- | ---- | ---- | ---- | ---- |
| Einwohner                  | 363  | 362  | 331  | 330  | 326  | 331  | 364  | 372  | 354  |
| Quellen: Cassini und INSEE |      |      |      |      |      |      |      |      |      |

## Sehenswürdigkeiten
- Kirche Saint-Martin
- Soldatenfriedhof des Commonwealth
- neuseeländisches Gefallenendenkmal

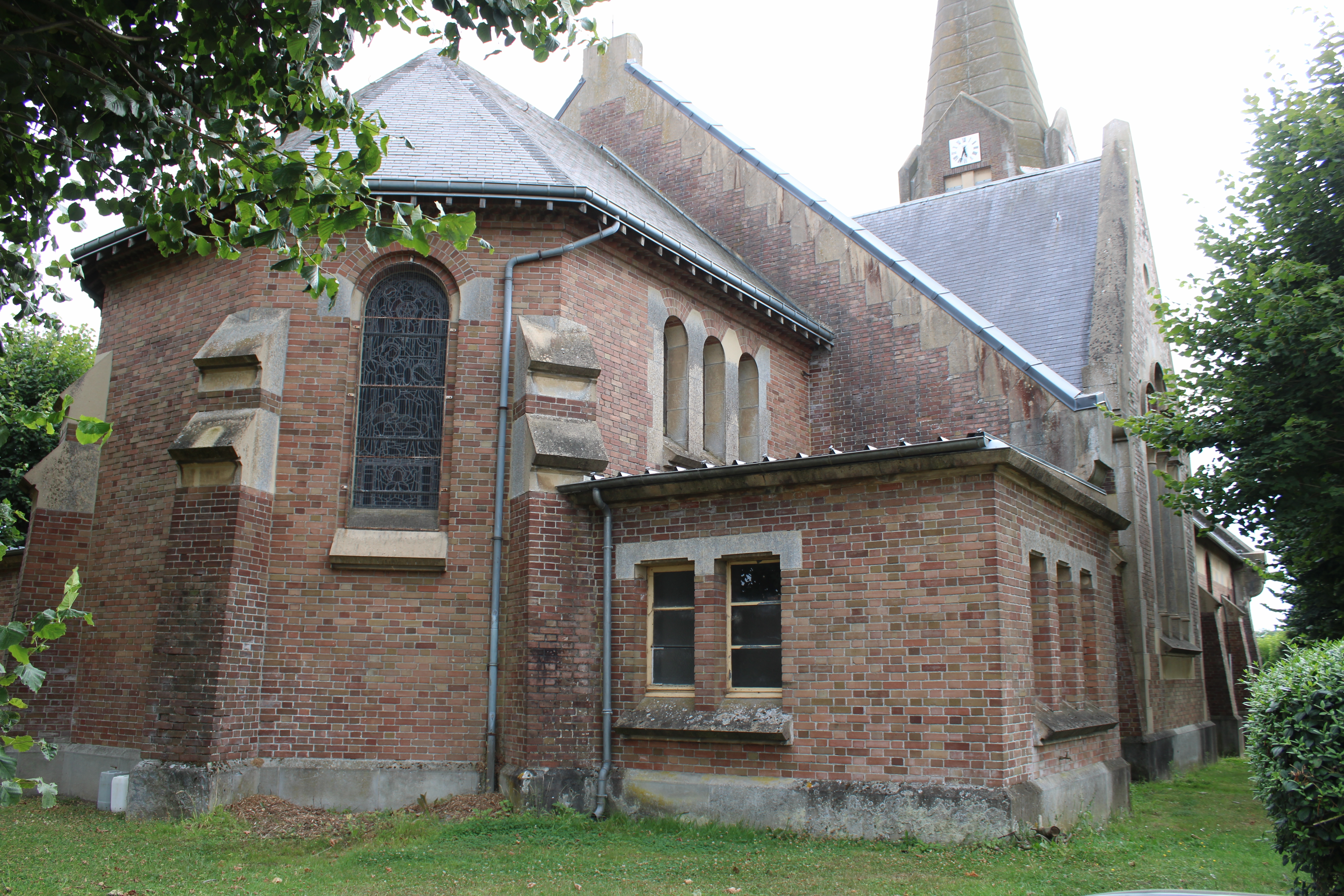
Kirche Saint-Martin
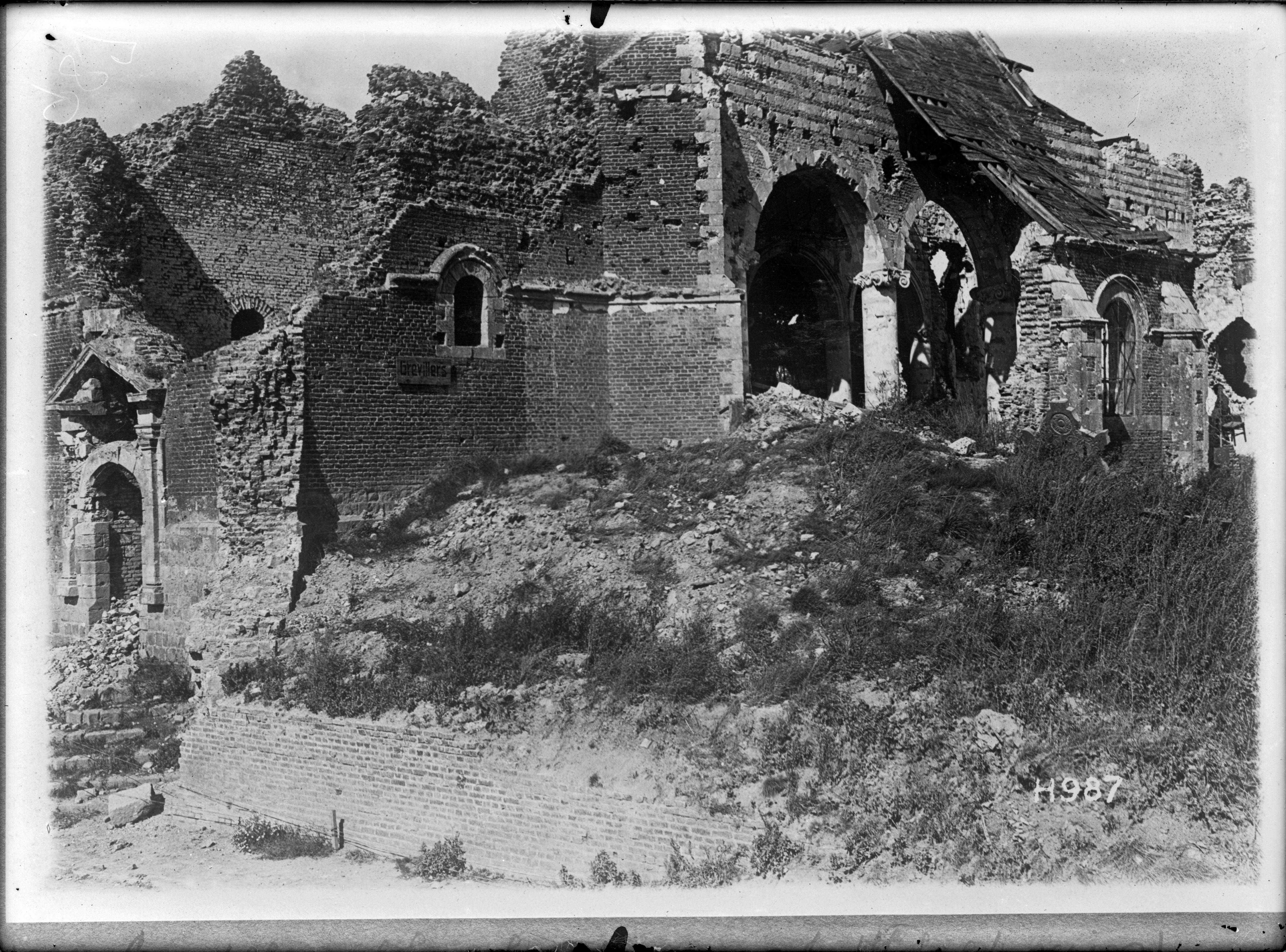
Im Ersten Weltkrieg zerstörte Vorgängerkirche
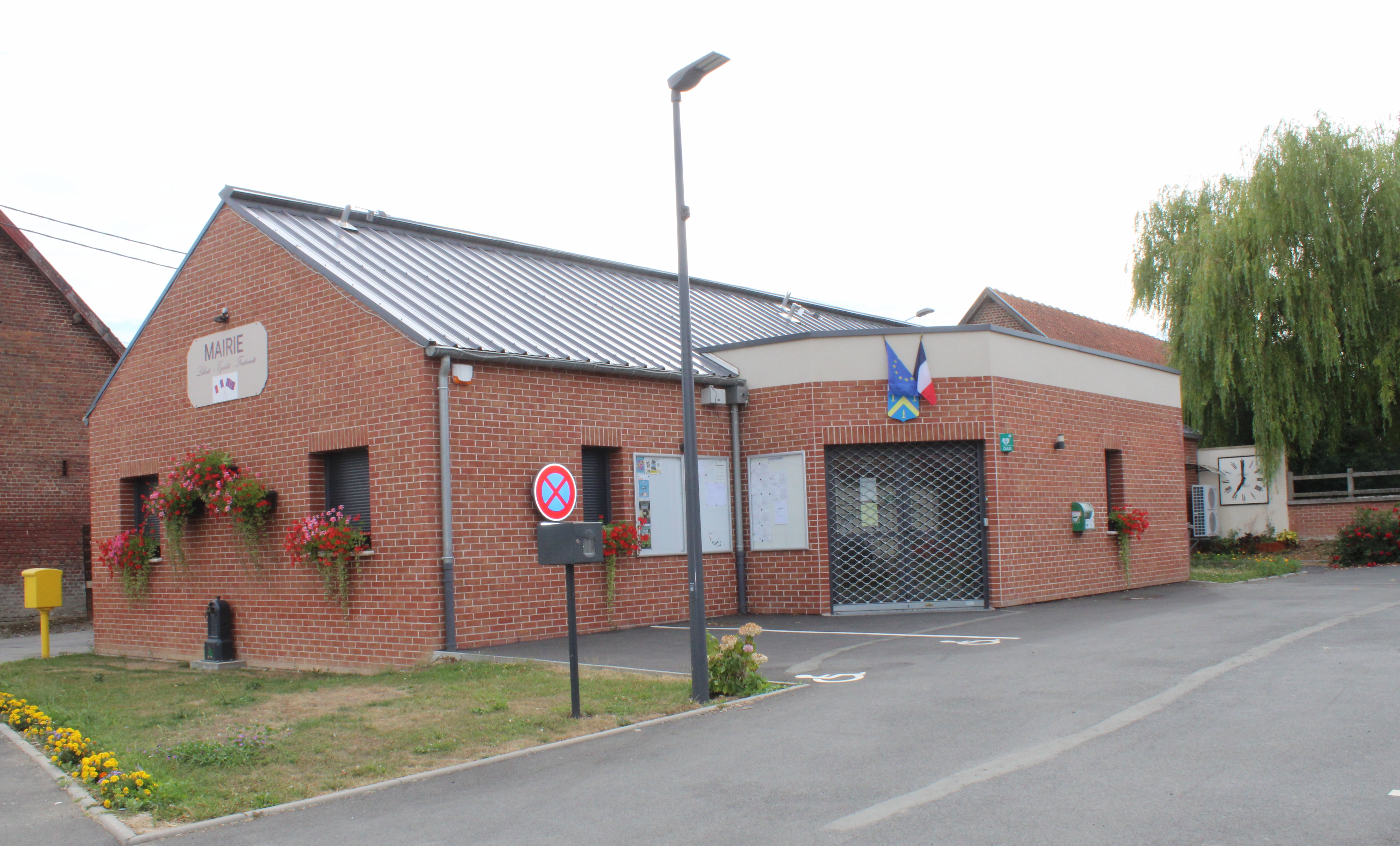
Mairie
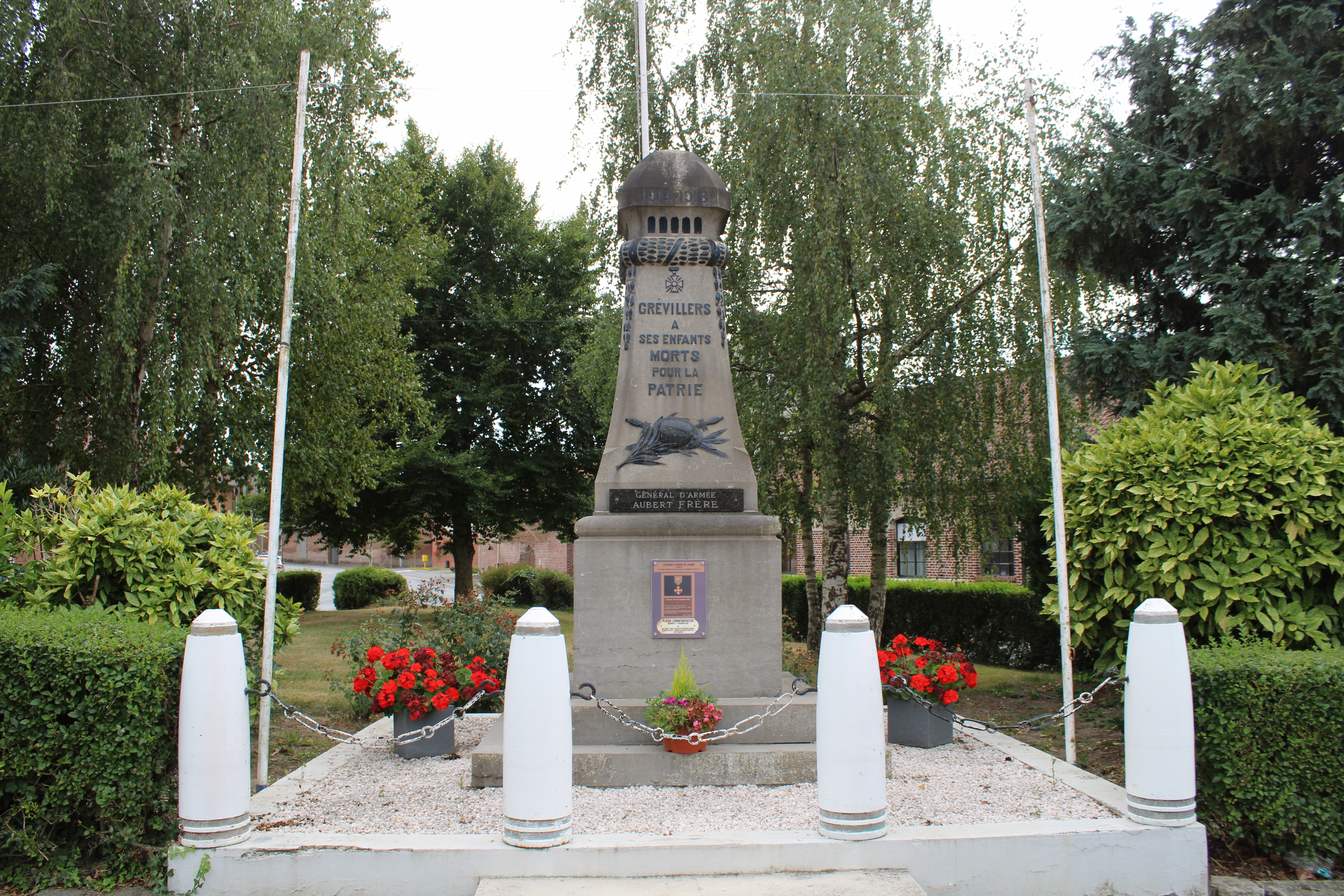
Gefallenendenkmal
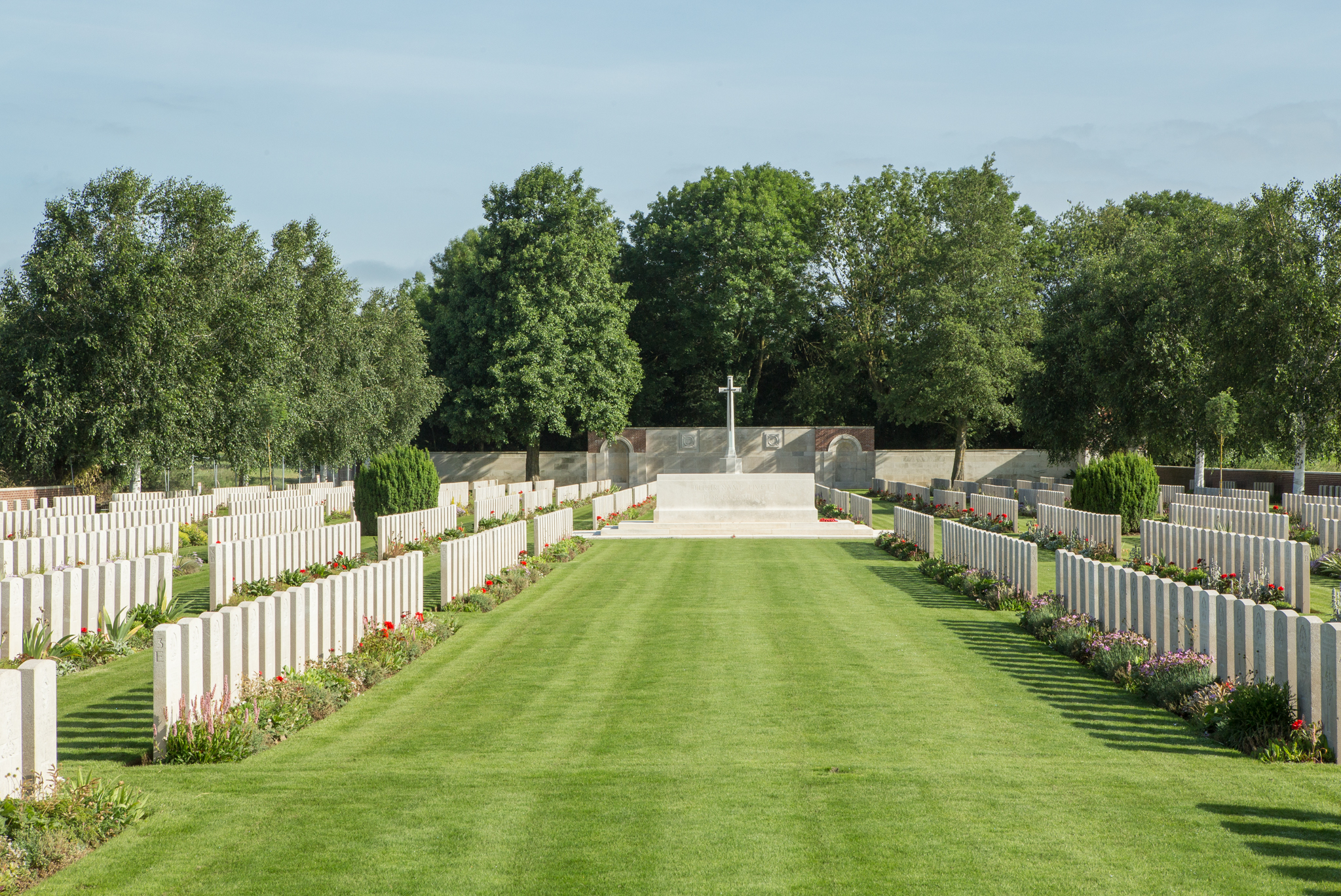
Grevillers British Cemetery
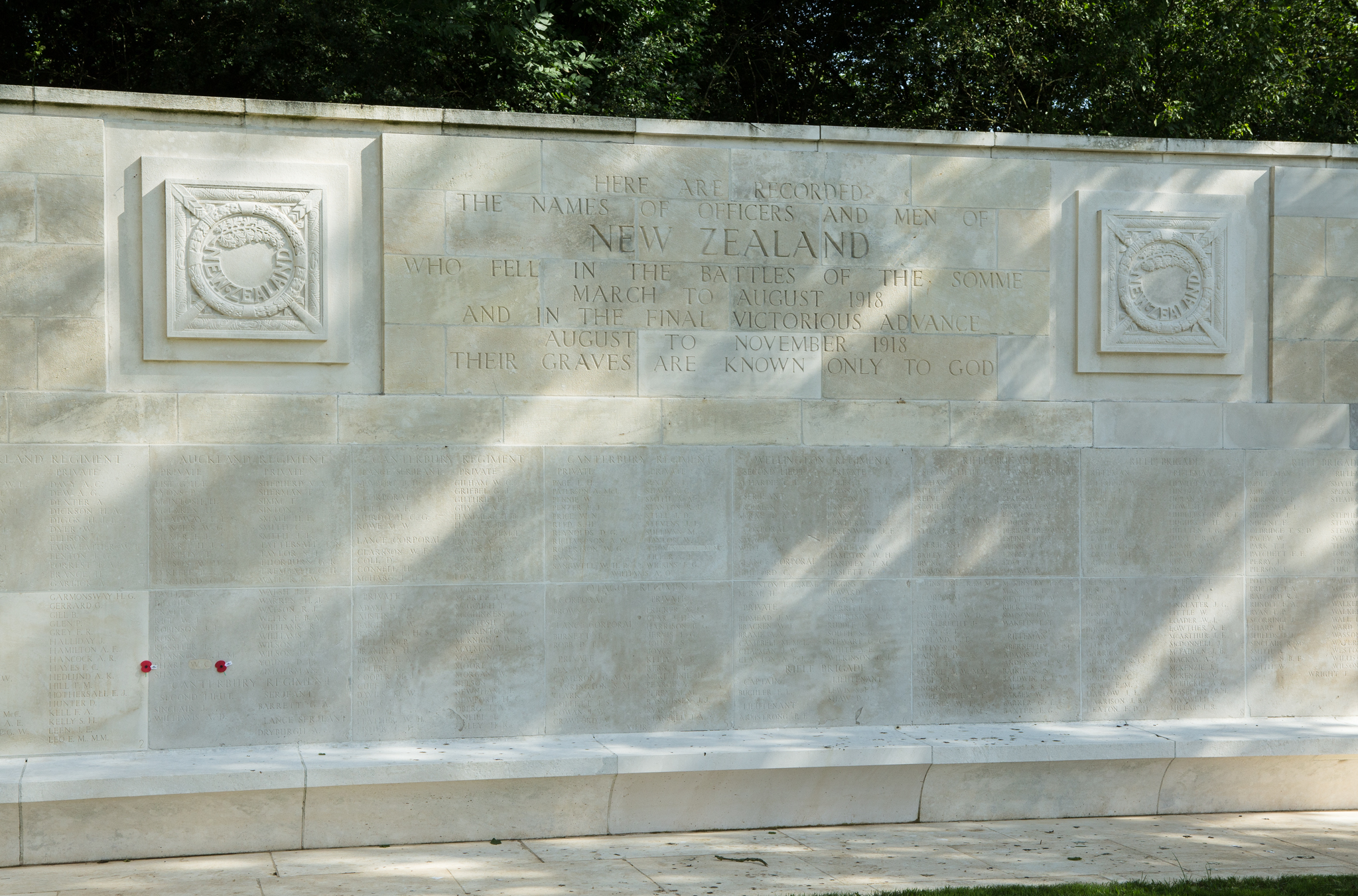
Neuseeländisches Gefallenendenkmal

## Persönlichkeiten
- Aubert Frère (1881–1944), General des Heeres